# Neoserica nigrofusca
Neoserica nigrofusca är en skalbaggsart som beskrevs av Moser 1915. Neoserica nigrofusca ingår i släktet Neoserica och familjen Melolonthidae. Inga underarter finns listade i Catalogue of Life.